# Dubočani (Ključ)
Pour les articles homonymes, voir Dubočani.
Dubočani (en cyrillique : Дубочани) est un village de Bosnie-Herzégovine. Il est situé dans la municipalité de Ključ, dans le canton d'Una-Sana et dans la fédération de Bosnie-et-Herzégovine. Selon les premiers résultats du recensement bosnien de 2013, il compte 286 habitants.
Après la guerre de Bosnie-Herzégovine et à la suite des accords de Dayton, le territoire du village, qui faisait partie de la municipalité de Ključ, a été partiellement rattaché à la municipalité de Ribnik, nouvellement créée et intégrée à la république serbe de Bosnie.

## Démographie

### Évolution historique de la population
| 1948 | 1953 | 1961 | 1971 | 1981 | 1991 | 2013 |
| ---- | ---- | ---- | ---- | ---- | ---- | ---- |
| -    | -    | 352  | 383  | 347  | 306  | 286  |

|  |